# Севастопольська міська рада
Севасто́польська міська́ ра́да (крим. Aqyar şeer şurası) — адміністративно-територіальна одиниця та орган місцевого самоврядування міста Севастополя (Україна) з 1991 року. Рада межує на півночі і сході з Автономною Республікою Крим, на півдні і заході омивається водами Чорного моря. Загальна довжина берегової межі міста становить 143 км, сухопутного кордону — 106 км. З 15 квітня 2014 року територія Севастопольської міськради вважається тимчасово окупованою Росією. З 12 серпня 2014 до 21 листопада 2021 років — вільна економічна зона (ВЕЗ) «Крим».

## Адміністративний устрій
Територія Севастопольської міської ради поділена на чотири райони, включає понад 30 поселень без статусу населеного пункту (аграрного типу або спецпоселень).
- м. Севастополь
  - Балаклавський район
  - Гагарінський район
  - Ленінський район
  - Нахімовський район

З 7 вересня 2023 року території Інкерманської міської ради, Качинської селищної ради і сільських рад, підпорядкованих Севастопольській міській раді, передані до Бахчисарайського району Автономної Республіки Крим.

## Чисельність населення 1 січня 2014 року
- Севастополь (міськрада) — 385 870 осіб
  - м. Севастополь — 344 853 осіб
  - м. Інкерман — 12 028 осіб
  - смт Кача — 5137 осіб
  - Сільське населення — 23 852 осіб

## Склад ради
Рада складається з 76 депутатів та голови.
- Голова ради: Дойников Юрій Васильович

### Керівний склад попередніх скликань
| Прізвище, ім'я, по батькові | Основні відомості                                                                             | Дата обрання | Дата звільнення |
| --------------------------- | --------------------------------------------------------------------------------------------- | ------------ | --------------- |
| Дойников Юрій Васильович    | Голова Севастопольської міської ради, 1960 року народження, освіта вища, член Партії регіонів | 26.03.2006   | 31.10.2010      |
| Дойников Юрій Васильович    | Голова Севастопольської міської ради, 1960 року народження, освіта вища, член Партії регіонів | 31.10.2010   |                 |

Примітка: таблиця складена за даними сайту Верховної Ради України

### Депутати
За результатами місцевих виборів 2010 року депутатами ради стали:

#### За суб'єктами висування
| Суб'єкт висування                                                          | Кількість обраних депутатів | %    |
| -------------------------------------------------------------------------- | --------------------------- | ---- |
| Партія регіонів                                                            | 46                          | 60,5 |
| Партія «Руський блок»                                                      | 9                           | 11,8 |
| Комуністична партія України                                                | 8                           | 10,5 |
| Політична партія «Сильна Україна»                                          | 4                           | 5,3  |
| Народна партія                                                             | 3                           | 3,9  |
| Прогресивна соціалістична партія України                                   | 3                           | 3,9  |
| Українська партія честі, боротьби з корупцією та організованою злочинністю | 2                           | 2,6  |
| Партія пенсіонерів України                                                 | 1                           | 1,3  |

#### За округами
| № округу                                                                   | Прізвище, ім'я, по батькові        | Дата визнання обраним | Освіта  | Партійна приналежність                          | Відомості про обраного депутата |
| -------------------------------------------------------------------------- | ---------------------------------- | --------------------- | ------- | ----------------------------------------------- | --- |
| Комуністична партія України                                                |                                    |                       |         |                                                 | |
| б/м                                                                        | Пархоменко Василь Михайлович       | 05.11.2010            | вища    | член Комуністичної партії України               | тимчасово не працює |
| б/м                                                                        | Демченко Володимир Леонідович      | 05.11.2010            | вища    | член Комуністичної партії України               | ТОВ «Крим автотранс», комерційний директор                                                                                                 |
| б/м                                                                        | Дукін Микола Михайлович            | 05.11.2010            | вища    | член Комуністичної партії України               | «Кримхімпродукт», директор |
| б/м                                                                        | Кіяшко Роман Володимирович         | 05.11.2010            | вища    | член Комуністичної партії України               | приватний підприємець |
| б/м                                                                        | Мальцев Артем Олександрович        | 05.11.2010            | вища    | член Комуністичної партії України               | ТОВ «Севбуд-монтаж», комерційний директор                                                                                                  |
| б/м                                                                        | Авсейкова Наталя Іванівна          | 05.11.2010            | вища    | член Комуністичної партії України               | Севастопольський міський територіальний центр соціальн.обслуговування пенсіонерів та одиноких непрацездатних громадян, заступник директора |
| б/м                                                                        | Богатиренко Сергій Васильович      | 05.11.2010            | вища    | член Комуністичної партії України               | Севастопольський МК КПУ, завідувач оргвідділом                                                                                             |
| 32                                                                         | Черніков Юрій Вікторович           | 05.11.2010            | вища    | позапартійний                                   | приватний підприємець |
| Народна Партія                                                             |                                    |                       |         |                                                 | |
| 5                                                                          | Маліков Віталій Володимирович      | 05.11.2010            | вища    | член Народної партії                            | КРД «РайффайзенБанк АВАЛЬ», заступник директора                                                                                            |
| 25                                                                         | Журавльов Ілля Григорович          | 05.11.2010            | вища    | член Народної партії                            | ТОВ «Чисте місто ІНК», юрист |
| 38                                                                         | Жунько Леонід Михайлович           | 05.11.2010            | вища    | член Народної партії                            | Севастопольська міська організація Народної Партії, голова                                                                                 |
| Партія Пенсіонерів України                                                 |                                    |                       |         |                                                 | |
| 34                                                                         | Бріцин Михайло Михайлович          | 05.11.2010            | вища    | позапартійний                                   | приватний підприємець |
| Партія регіонів                                                            |                                    |                       |         |                                                 | |
| б/м                                                                        | Ульянова Тетяна Олександрівна      | 05.11.2010            | вища    | член Партії регіонів                            | Ленінська районна у м. Севастополі рада, заступник голови                                                                                  |
| б/м                                                                        | Антонєнков Олександр Сергійович    | 05.11.2010            | вища    | член Партії регіонів                            | Севастопольська міська організація Партії регіонів, перший заступник голови                                                                |
| б/м                                                                        | Булатов Карп Вікторович            | 05.11.2010            | вища    | член Партії регіонів                            | ЗАТ «Магазин № 33», директор |
| б/м                                                                        | Посохов Сергій Валентинович        | 05.11.2010            | вища    | член Партії регіонів                            | ВАТ «Морської індустріальний комплекс», генеральний директор                                                                               |
| б/м                                                                        | Бондар Олексій Львович             | 05.11.2010            | вища    | член Партії регіонів                            | Севастопольське відділення публічне акціонерне товариство «Укрсоцбанк», керівник                                                           |
| б/м                                                                        | Плотников Геннадій Михайлович      | 05.11.2010            | вища    | член Партії регіонів                            | Нахімовська районна у м. Севастополі адміністрація, голова                                                                                 |
| б/м                                                                        | Григоров Андрій Іванович           | 05.11.2010            | вища    | член Партії регіонів                            | ТОВ «Стандарт-Строй», директор |
| б/м                                                                        | Кабанов Євген Костянтинович        | 05.11.2010            | вища    | член Партії регіонів                            | ВАТ «Інтербудсервіс», директор |
| б/м                                                                        | Іванов Сергій Володимирович        | 05.11.2010            | вища    | член Партії регіонів                            | Приватне судоремонтне підприємство «Соріус», директор                                                                                      |
| б/м                                                                        | Гельвановський Володимир Гаррівич  | 05.11.2010            | вища    | член Партії регіонів                            | ВАТ «Інтеррибфлот»", голова наглядової ради                                                                                                |
| б/м                                                                        | Лебедєва Людмила Петрівна          | 05.11.2010            | вища    | член Партії регіонів                            | Громадська організація «Фонд соціально-економічного розвитку міста Севастополя», віце-президент                                            |
| б/м                                                                        | Рассказов Геннадій Степанович      | 05.11.2010            | вища    | член Партії регіонів                            | Громадська організація «Фонд соціально-економічного розвитку міста Севастополя», віце-президент                                            |
| б/м                                                                        | Матвєєв Олександр Борисович        | 05.11.2010            | вища    | член Партії регіонів                            | тимчасово не працює |
| б/м                                                                        | Міщенко Юрій Вікторович            | 05.11.2010            | вища    | член Партії регіонів                            | Приватне підприємство «РСУ 107», директор                                                                                                  |
| б/м                                                                        | Казьмін Євген Васильович           | 08.11.2010            | вища    | член Партії регіонів                            | ТОВ "Промислова група «СОЮЗ», заступник директора                                                                                          |
| б/м                                                                        | Галичий Володимир Олексійович      | 08.11.2010            | вища    | член Партії регіонів                            | пенсіонер |
| б/м                                                                        | Кунцевський Володимир Федосович    | 08.11.2010            | вища    | член Партії регіонів                            | ВАТ «Маріупольський металургійний комбінат ім. Ілліча», заступник генерального директора                                                   |
| б/м                                                                        | Андрієвський Костянтин Віталійович | 08.11.2010            | вища    | член Партії регіонів                            | Севастопольська міська державна адміністрація, начальник юридичного відділу                                                                |
| 1                                                                          | Саратов Валерій Володимирович      | 05.11.2010            | вища    | член Партії регіонів                            | Севастопольська міська державна адміністрація, голова                                                                                      |
| 2                                                                          | Харута Микола Петрович             | 05.11.2010            | вища    | член Партії регіонів                            | Балаклавська районна державна адміністрація, голова                                                                                        |
| 3                                                                          | Вень Леонід Станіславович          | 05.11.2010            | вища    | член Партії регіонів                            | ТОВ «Севагросоюз», перший заступник директора                                                                                              |
| 4                                                                          | Моісейкін Олександр Миколайович    | 05.11.2010            | вища    | член Партії регіонів                            | ТОВ «Інкерманський завод марочних вин», генеральний директор                                                                               |
| 6                                                                          | Богданов Дмитро Анатолійович       | 05.11.2010            | вища    | член Партії регіонів                            | тимчасово не працює |
| 7                                                                          | Міщенко Михайло Геннадійович       | 05.11.2010            | вища    | член Партії регіонів                            | Корпорація «Град-Інвест», голова правління                                                                                                 |
| 8                                                                          | Бородатов Анатолій Петрович        | 05.11.2010            | вища    | член Партії регіонів                            | Комунальне підприємство «Благоустрій», заступник директора                                                                                 |
| 9                                                                          | Генне Андрій Георгійович           | 05.11.2010            | вища    | член Партії регіонів                            | ТОВ «Оксі», директор |
| 10                                                                         | Смольянинов Сергій Ігорович        | 05.11.2010            | вища    | член Партії регіонів                            | ПП «Ультра-Інвест», заступник директора |
| 12                                                                         | Потьомкін Сергій Арифович          | 05.11.2010            | вища    | член Партії регіонів                            | Феодосійський морський торговий порт З, заступник головного інженера                                                                       |
| 13                                                                         | Старий Олександр Петрович          | 05.11.2010            | вища    | член Партії регіонів                            | ТОВ «Метал Сервис Группа», директор |
| 14                                                                         | Колот Андрій Вікторович            | 05.11.2010            | вища    | член Партії регіонів                            | ТОВ "Компанія по управлінню активами «Парангон», керівник                                                                                  |
| 17                                                                         | Гоголінський Сергій Олександрович  | 05.11.2010            | середня | член Партії регіонів                            | приватний підприємець |
| 18                                                                         | Сальніков Віктор Миколайович       | 05.11.2010            | вища    | член Партії регіонів                            | Ленінська районна державна адміністрація м. Севастополя, голова                                                                            |
| 19                                                                         | Яцуба Володимир Григорович         | 08.04.2013            | вища    | член Партії регіонів                            | Севастопольська міська державна адміністрація, голова                                                                                      |
| 20                                                                         | Глиняник Володимир Вікторович      | 05.11.2010            | вища    | член Партії регіонів                            | приватний підприємець |
| 21                                                                         | Живодуєв Сергій Олександрович      | 05.11.2010            | вища    | член Партії регіонів                            | Севастопольська міська державна адміністрація, перший заступник голови                                                                     |
| 22                                                                         | Бурштейн Сергій Абрамович          | 05.11.2010            | вища    | член Партії регіонів                            | Національний заповеднік «Херсонес Таврійський», заступник директора                                                                        |
| 23                                                                         | Шестов Сергій Миколайович          | 05.11.2010            | вища    | член Партії регіонів                            | Донецький державний університет економіки і торгівлі ім. М. І. Туган-Барановського, докторант                                              |
| 24                                                                         | Локтіонов Ігор Валентинович        | 05.11.2010            | вища    | член Партії регіонів                            | Севастопольська міська державна адміністрація, заступник голови                                                                            |
| 26                                                                         | Іваніцька Галина Миколаївна        | 05.11.2010            | вища    | член Партії регіонів                            | загальноосвітня школа I—III ст. № 38 ім. М. В. Челнокова, директор                                                                         |
| 27                                                                         | Карпеєв Микола Михайлович          | 05.11.2010            | вища    | член Партії регіонів                            | Севастопольська міська державна адміністрація, заступник голови                                                                            |
| 28                                                                         | Ковалишин Андрій Григорович        | 05.11.2010            | вища    | член Партії регіонів                            | ТОВ «Фірма Каліта», директор |
| 29                                                                         | Золотухін Леонід Якович            | 05.11.2010            | вища    | член Партії регіонів                            | ВАТ «Озеленитель», голова правління |
| 31                                                                         | Прудникова Ніна Дмитрівна          | 05.11.2010            | вища    | член Партії регіонів                            | тимчасово не працює |
| 35                                                                         | Чекмезов Володимир Ілліч           | 05.11.2010            | вища    | член Партії регіонів                            | Перший український морський інститут, професор кафедри                                                                                     |
| 36                                                                         | Дойников Юрій Васильович           | 05.11.2010            | вища    | член Партії регіонів                            | Севастопольська міська рада, голова |
| 37                                                                         | Кудряшов Петро Якович              | 05.11.2010            | вища    | член Партії регіонів                            | Севастопольська міська державна адміністрація, заступник голови                                                                            |
| Партія «Руський блок»                                                      |                                    |                       |         |                                                 | |
| б/м                                                                        | Басов Геннадій Анатолійович        | 05.11.2010            | вища    | член партії «Руський блок»                      | Севастопольський благодійний фонд «Милосердя. Екологія. Дитинство», заступник директора                                                    |
| б/м                                                                        | Кретов Дмитро Анатолійович         | 05.11.2010            | вища    | член партії «Руський блок»                      | Севастополь-ський благодійний фонд «Милосердя. Екологія. Дитинство», директор                                                              |
| б/м                                                                        | Риль Сергій Бернардович            | 05.11.2010            | вища    | член партії «Руський блок»                      | приватний підприємець |
| б/м                                                                        | Піперков Євген Євгенович           | 05.11.2010            | середня | член партії «Руський блок»                      | приватний підприємець |
| б/м                                                                        | Стручков Володимир Олегович        | 05.11.2010            | вища    | позапартійний                                   | ТОВ «„Будинок Москви“ в Севастополі», генеральний директор                                                                                 |
| 11                                                                         | Белик Дмитро Анатолійович          | 05.11.2010            | вища    | позапартійний                                   | ПП «Біг-Крим», директор |
| 16                                                                         | Красільников Олександр Львович     | 05.11.2010            | вища    | позапартійний                                   | Фонд соціального захисту ветеранів ВВВ, директор відділення                                                                                |
| 30                                                                         | Бєлогорцев Дмитро Альбертович      | 05.11.2010            | вища    | позапартійний                                   | тимчасово не працює |
| 33                                                                         | Никонов Сергей Ігорович            | 05.11.2010            | вища    | позапартійний                                   | тимчасово не працює |
| Політична партія «Сильна Україна»                                          |                                    |                       |         |                                                 | |
| б/м                                                                        | Єрмаков Іван Федосович             | 05.11.2010            | вища    | член Політичної партії «Сильна Україна»         | Політична партія «Сильная Україна», керівник партийної організації в м. Севастопль                                                         |
| б/м                                                                        | Ярмовський Андрій Анатолійович     | 05.11.2010            | вища    | член Політичної партії «Сильна Україна»         | ВАТ «Юридическая компания Аспект», генеральній директор                                                                                    |
| б/м                                                                        | Антоненков Олег Сергійович         | 05.11.2010            | вища    | член Політичної партії «Сильна Україна»         | ВАТ «Анкор», директор |
| 15                                                                         | Непран Сергій Альбертович          | 05.11.2010            | вища    | член Політичної партії «Сильна Україна»         | ТОВ «Україна», директор |
| Прогресивна соціалістична партія України                                   |                                    |                       |         |                                                 | |
| б/м                                                                        | Дубовик Євген Георгійович          | 05.11.2010            | вища    | член Прогресивної соціалістичної партії України | 453 ГМЦ ЧФ, метеоролог |
| б/м                                                                        | Стержанов Вадим Валерійович        | 05.11.2010            | вища    | член Прогресивної соціалістичної партії України | приватний підприємець |
| б/м                                                                        | Кисельов Дмитро Олегович           | 05.11.2010            | вища    | член Прогресивної соціалістичної партії України | ООО «Мис Прибійний», директор |
| Українська партія честі, боротьби з корупцією та організованою злочинністю |                                    |                       |         |                                                 | |
| б/м                                                                        | Зеленчук Василь Васильович         | 05.11.2010            | вища    | член Української партії честі                   | боротьби з корупцією та організованою злочинністю, приватний підприємець                                                                   |
| б/м                                                                        | Шутко Олександр Дмитрович          | 05.11.2010            | вища    | член Української партії честі                   | боротьби з корупцією та організованою злочинністю, пенсіонер                                                                               |